# Parafia św. Jana Chrzciciela w Soninie
Parafia św. Jana Chrzciciela w Soninie – parafia rzymskokatolicka, znajdująca się w archidiecezji przemyskiej, w dekanacie Łańcut I. 

## Historia
Sonina istniała już w 1384 roku, początkowo wieś była zwana jako: Schonerwalt, Sanyna, Szanyna, zamieszkała przez Niemieckich osadników. Według legendy przejeżdżającym przez las kupcom, nad strumykiem ukazał się św. Jan Chrzciciel, który poprosił aby tu wybudować kościół. Przed 1391 rokiem prawdopodobnie erygowano parafię, którą w XV wieku miała być zniesiona. Kościół drewniany zbudowano po lokacji wsi, ale nie ma pewności czy wtedy istniała parafia. 
W II połowie XVII wieku zbudowano obecny drewniany kościół pw. św. Jana Chrzciciela. Gdy kościół w Łańcucie czasowo był opanowany przez protestantów, to wierni korzystali z kościoła w Soninie.
W 1966 roku dekretem bpa Ignacego Tokarczuka została erygowana parafia, z wydzielonego terytorium parafii Łańcut-Fara. Pierwszym proboszczem został ks. Tadeusz Uberman, a ponieważ parafia nie posiadała plebanii, to proboszcz  zamieszkał w prywatnym domu. Parafia również nie posiadała własnego cmentarza, i zmarłych w dalszym ciągu chowano na cmentarzu w Łańcucie. Dopiero w 1972 roku utworzono cmentarz parafialny. W latach 1981–1982 zbudowano dom parafialny z plebanią i punktem katechetycznym. 
W 1988 roku rozpoczęto budowę nowego murowanego kościoła, według projektu arch. Jana Bulszy i konstruktora inż. Władysława Jagiełły. 4 czerwca 1989 roku bp Ignacy Tokarczuk dokonał wmurowania kamienia węgielnego. 23 czerwca 1991 roku bp Edward Frankowski poświęcił nowy kościół.
W 2018 roku przeprowadzono remont zabytkowego kościoła, który 19 maja 2019 roku został poświęcony.
Na terenie parafii jest 2 973 wiernych.
Proboszczowie parafii:
1966–1971. ks. Tadeusz Uberman.
1971–1980. ks. Edward Wilk.
1980–2010. ks. kan. Jan Jakubowski.
2010–2017. ks. Henryk Pszona.
2017– nadal ks. Władysław Dubiel.